# Marilou Morin
Pour les articles homonymes, voir Morin.
Marilou Morin est une actrice québécoise née le 14 mars 1987. Elle est connue par les jeunes pour son rôle de Justine dans l'Appart du 5e diffusé sur Vrak TV. Et elle est reconnue par les tout petits pour son animation dans le magazine jeunesse Cochon dingue diffusé sur Télé-Québec. Les adultes, eux, ont pu la voir dans ses rôles de Karla, dans Une autre histoire, et de Samantha, dans L’Échappée.

## Biographie
Elle a été acceptée au théâtre musical du Collège Lionel-Groulx en 2004 et elle a fait que 2 ans du programme sur les 3 ans. Puis elle a passé les auditions pour l’option théâtre et elle a obtenu son diplôme en 2011.
Le rôle de Justine dans L'Appart du 5e en 2013 est le premier rôle qu'elle a obtenu pour la télévision.

## Formation
- 1990 - 1997 - Cours de danse, École de danse St-Bruno de Laval
- 2004 - 2007 - Théâtre musical, Option Théâtre du Collège Lionel-Groulx
- 2009 - Ateliers de jeu burlesque et scénique avec Paul-André Sagel, Lyon, France
- 2011 - Diplômée de l’Option Théâtre du Collège Lionel-Groulx
- 2011 - Ateliers de jeu à la caméra, Les Ateliers Danielle Fichaud
- 2011 - Ateliers de jeu, spécialité drame et tragédie, Les Ateliers Danielle Fichaud
- 2012 - Formation en doublage, Studio Syllabes
- 2014 - Formation continue en doublage, Conservatoire d’art dramatique de Montréal

## Télévision et web-séries
- 2013 : Meilleur avant le 31, bon pareil le 1er : Elle-même
- 2013 - 2017 : L'Appart du 5e : Justine
- 2014 : Les aventures de Thierry Ricourt (Série web) : L’actrice
- 2014 : J’aime pas (Série web) : La meilleure amie
- 2016 : Ruptures : Coralie
- 2016 - 2018 : Cochon dingue : animation
- 2018 : L'Échappée : Samantha
- 2019 - : Une autre histoire : Karla Romero
- 2023 - : Indéfendable : Maryse St-Gelais

## Théâtre
- 2011 : Théâtre sans animaux (Et autres espèces) : Monique
- 2011 : L’épiphanie : Flore
- 2011 : Cendres de cailloux : Shirley
- 2012 : Chantons sous la pluie : Kathy Selden
- 2013 : Je sais que tu es dans la salle : Elle-même
- 2016-2017 : Grease : Betty Rizzo
- 2016-2017 : Qu’est-ce qu’on a fait au bon Dieu : Isabelle

## Cinéma
- 2015 : La Trappe (court métrage) : La Trappe
- 2016 : En attendant Pascal (court métrage) : Élisabeth
- 2016 : RIP : Julie
- 2017 : La Bolduc de François Bouvier : Anita Fradette
- 2023 : Une femme respectable de Bernard Émond : Mary

## Récompenses
- 2017, Mise en nomination au gala des prix Gémeaux dans la catégorie Meilleur rôle de soutien féminin: jeunesse pour L’appart du 5e[4]
- 2017, Récipiendaire du prix Gémeaux dans la catégorie Meilleure animation: jeunesse pour Cochon dingue[4]
- 2018, Récipiendaire du prix Gémeaux dans la catégorie Meilleure animation: jeunesse pour Cochon dingue[4]